# Roger Rieder
 (décembre 2024).
Si vous disposez d'ouvrages ou d'articles de référence ou si vous connaissez des sites web de qualité traitant du thème abordé ici, merci de compléter l'article en donnant les références utiles à sa vérifiabilité et en les liant à la section « Notes et références ».
Roger Rieder né le 22 avril 1975 à Coire, est un joueur professionnel suisse de hockey sur glace.

## Carrière en club
- 1993-2000 HC Coire (LNB)
- 2000-2002 HC Coire (LNA)
- 2002-2005 Kloten Flyers (LNA)
- 2005-2006 HC Coire (LNB)
- 2006-2007 HC Coire (LNB) et HC Bienne (LNB)
- 2007-2008 HC Coire (LNB) et HC Bâle (LNA)

## Palmarès
- Promotion en LNA en 2000 avec le HC Coire
- Champion Suisse LNB en 2007 avec le HC Bienne